# Berta Hernández
Berta Hernández (Huelva, Andalucía, España, 1 de octubre de 1980) es una actriz licenciada en arte dramático. Ha interpretado diversos papeles en las cadenas españolas de televisión, así como ha participado en musicales de éxito.

## Televisión
- 2 de mayo, la libertad de una nación Como Lola. (2008)
- De repente, los Gómez (2009)
- Tierra de lobos Como Cristina. (2010-2014)
- Bandolera Como María del Sol. (2011).
- Amar es para siempre Como Begoña Jordán. (2013).
- Olmos y Robles Como Doctora Ferrer. (2016).
- Víctor Ros Como Carmen. (2016).
- Mía es la venganza (2023)

## Teatro
- "Mientras tanto" (2023-actualidad)
- "Solitarias de estreno" (2021-2023) como Lucía
- Volví una noche (2019)
- La vida resuelta (2014-2016)
- Musical Hoy no me puedo levantar como María, protagonista del mismo.
- Musical Infantil En tu fiesta me colé (2006) como María, protagonista femenina.
- Musical A de Nacho Cano como Manoli.

Al haber sido protagonista de musicales, Berta no sólo actúa sino que también canta y baila. De hecho, en 2006 fue galardonada por los premios “Gran Vía” de los musicales como actriz revelación por su papel en el musical de En tu fiesta me colé.
MÚSICA
Tras el éxito de la comedia musical "Solitarias de estreno", Berta y su compañera Paula Berenguer sacan las canciones de la obra junto con su compositor Juan Carlos Lax y hacen varios show en la sala Fulanita de Tal de Madrid. Las canciones están disponibles en diferentes plataformas como Spotify o Apple Music.
- Datos: Q5727086